# Бурбак Максим Юрійович
Макси́м Ю́рійович Бурба́к (нар. 13 січня 1976, Чернівці, Українська РСР, СРСР) — український політик. Народний депутат України 7-го (2012–2014) та 8-го (2014—2019) скликань. Член партії «Народний фронт», голова депутатської фракції. Голова підкомітету з питань стратегії розвитку митної політики, вільної торгівлі та економічної інтеграції Комітету Верховної Ради з питань податкової та митної політики. Голова ГО «Міжрегіональна аграрна спілка» (м. Чернівці).
З 27 лютого по 2 грудня 2014 року — Міністр інфраструктури України.

## Життєпис
1998 — закінчив Чернівецького національного університету ім. Ю. Федьковича, спеціальність «Правознавство», юрист.
1998–2005 — комерційна діяльність.
2006–2008 — заступник директора ТОВ «Фінтраст», Чернівці.
Із липня 2008 — в.о. директора ТОВ «Буковина Авто Альянс», Чернівці.
2010–2012 — депутат Чернівецької облради, голова фракції «Фронту Змін».
Колишній член партії «Фронт Змін», очолював Чернівецьку обласну парторганізацію.
Народний депутат України 8-го скликання (2014—2019), виборчий округ № 204, Чернівецька область, від політичної партії «Народний фронт». «За» 24,22 %, 17 суперників. На час виборів: Міністр інфраструктури України, член партії «Народний фронт». Заступник голови фракції «Народний фронт» (листопад 2014 — липень 2015), голова фракції «Народний фронт» (з липня 2015). Перший заступник голови Комітету у справах ветеранів та інвалідів (з грудня 2014).
Кандидат у народні депутати на парламентських виборах 2019 року (виборчий округ № 204, м. Новодністровськ, Заставнівський, Кельменецький, Сокирянський, Хотинський райони). Програв кандидату від партії «Слуга народу» Валерію Божику.
Брав участь у бійці у Верховній Раді 11 грудня 2015 року під час якої депутати «Народного фронту» побили Олега Барну. Причиною бійки стало грубе поводження Барни з тодішнім прем'єр-міністром Арсенієм Яценюком.

## Родина та особисте життя
Одружений. Має двох дітей. Його старший брат Олексій був однокласником Арсенія Яценюка.
Діди Максима Бурбака — радянський журналіст і письменник Микола Бурбак та український мовознавець Федір Арват.